# Urosigalphus obsoletus
Urosigalphus obsoletus är en stekelart som beskrevs av Gibson 1974. Urosigalphus obsoletus ingår i släktet Urosigalphus och familjen bracksteklar. Inga underarter finns listade i Catalogue of Life.